# شابمان بيدل
شابمان بيدل (بالإنجليزية: Chapman Biddle)‏ هو محامي أمريكي، ولد في 22 يناير 1822 في بنسيلفانيا في الولايات المتحدة، وتوفي في 29 ديسمبر 1880 في فيلادلفيا في الولايات المتحدة.